# الجهاز الوطني للإدارة والاستثمار (مصر)
الجهاز الوطني للإدارة والاستثمار (بالإنجليزية: National Authority for Management and Investment - NAMI) هو أحد الأجهزة الحكومية المصرية ويقوم بالإشراف على بعض المشاريع الفندقية والسياحية مثل مدينة الفنون والثقافة وسلسلة فنادق الماسة.

## رئيس مجلس الإدارة
- شريف صلاح الدين.[2]

## المدير التنفيذي
- وليد سامي.[3]